# Bulbophyllum stormii
Bulbophyllum stormii là một loài phong lan thuộc chi Bulbophyllum.